# 피그미둥근귀박쥐
피그미둥근귀박쥐(Lophostoma brasiliense)는 주걱박쥐과(신세계잎코박쥐류)에 속하는 박쥐의 일종이다. 남아메리카와 중앙아메리카에서 발견된다.

## 특징
작은 박쥐로 몸길이는 42~61mm이고 전완장이 32~36mm, 꼬리 길이는 5~10mm이다. 발 길이는 9~13mm, 귀 길이는 22~25mm, 몸무게는 최대 13g이다. 털은 길고 부드럽다. 등 쪽 털은 회색 또는 회색빛 갈색이고 배 쪽은 약간 밝은 색을 띤다. 주둥이는 털이 없고 잎코는 피침형이다. 핵형은 2n=30, FNa=56이다.

## 생태
나무 구멍의 흰개미 언덕에 은신한다. 해가 진 직후에 자주 발견된다. 먹이는 열매와 곤충이다. 2월과 4월, 8월에 새끼를 밴 암컷이 포획된다. 한 번에 한 마리의 새끼를 낳는다.

## 분포 및 서식지
멕시코 베라크루스주 서부 지역부터 벨리즈, 과테말라, 온두라스, 니카라과, 코스타리카, 파나마, 콜롬비아, 베네수엘라, 가이아나, 수리남, 프랑스령 기아나, 에콰도르 북동부, 페루 동부, 브라질, 볼리비아, 파라과이 북부 지역 그리고 트리니다드섬까지 널리 분포한다. 해발 최대 600m 이하의 상록수림과 탈락성 숲, 갱신림, 과수원, 기타 습윤 환경에서 서식한다. 서식지는 수로와 연광되어 있다.